# Henk Veldhoen
Henk Veldhoen (Heinenoord, 22 augustus 1944 - Puttershoek, 7 februari 1996) was van 1980 tot 1989 Tweede Kamerlid voor de PvdA. Voor het Kamerlidmaatschap was hij Statenlid in Zuid-Holland, lid van de gemeenteraad Maasdam en wethouder in Maasdam.
- Biografisch Portaal: 03312555
- Parlement.com: vg09llmk0bzi